# Danica McKellar
Danica Mae McKellar (ur. 3 stycznia 1975 w La Jolla) – amerykańska aktorka i matematyk. Występowała w roli Winnie Cooper w serialu Cudowne lata (1988–1993).

## Życiorys
W 1994 roku wystąpiła też w serialu Strażnik Teksasu jako Laurie, matka porwanego niemowlaka, Alice (odc. 24 Porwanie).
Jest absolwentką matematyki na Uniwersytecie Kalifornijskim i autorką czterech książek z tej dziedziny.
W sierpniu 2013 roku wystąpiła w teledysku do piosenki Avril Lavigne, Rock N Roll.
W marcu 2009 roku poślubiła amerykańskiego kompozytora Mike’a Vertę, z którym spotykała się od 2001 roku, i z którym ma syna Draco (ur. 2010). W 2012 wniosła o rozwód, który ostatecznie otrzymała w lutym 2013 roku. W lipcu 2014 roku zaręczyła się ze Scottem Svesloskym, prawnikiem z kancelarii Sheppard Mullin Richter & Hampton w Los Angeles, i w listopadzie tego samego roku wzięła z nim ślub w Kauaʻi na Hawajach.
Jest siostrą aktorki dziecięcej, Crystal McKellar.

## Publikacje
- Danica McKellar, Mary Lynn Blasutta: Math Doesn’t Suck: How to Survive Middle School Math without Losing Your Mind or Breaking a Nail. New York: Plume, 2008. ISBN 978-0-452-28949-9. OCLC 183268080. (ang.). Brak numerów stron w książce
- Danica McKellar: Kiss My Math: Showing Pre-Algebra Who’s Boss. New York: Plume, 2009. ISBN 978-0-452-29540-7. OCLC 276819838. (ang.). Brak numerów stron w książce
- Danica McKellar: Hot X: Algebra Exposed. New York: Plume, 2010. ISBN 978-0-452-29719-7. OCLC 681497424. (ang.). Brak numerów stron w książce
- Danica McKellar: Girls Get Curves: Geometry Takes Shape. New York: Hudson Street Press, 2012. ISBN 978-1-59463-094-1. OCLC 779263477. (ang.). Brak numerów stron w książce